# Чеслав Нанке
Чеслав Нанке (пол. Czesław Nanke; 13 вересня 1883, Кросно — 26 червня 1950, Краків) — польський історик, картограф, автор підручників, популяризатор. Професор (1938).

## Біографія
Походив зі спольщеної німецької родини. Народився в м. Кросно (нині місто в Польщі) в сім'ї адвоката. Школу та гімназію закінчив у м. Самбір. 1902—1906 вивчав право, історію та географію у Львівському університеті. У лютому 1907 захистив докторську дисертацію на тему: «Szlachta wołyńska wobec Konstytucji 3 Maja» (керівник — професор Б.Дембіньський). 1902—1906 — працівник Бібліотеки Оссолінських у Львові. Гімназійний учитель у Тарнові (1907), Самборі (1907—1913) та Львові (1914—1939). Член Римських археографічних експедицій, організованих Краківською АН (1910—1912, 1921, 1930). Результатом цих експедицій стала праця «Z dziejów polityki Kurii Rzymskiej wobec Polski (1587—1589)» (1923), на підставі захисту якої здобув габілітацію (1925). 1925—1939 — викладач Львівського університету (від 1938 — професор).
Автор багатьох популярних гімназійних підручників: «Historia średniowieczna, podręcznik dla klas wyższych szkół średnich» (1923), «Historia nowożytna» (в 2-х част., 1924—1926), «Szkolny atlas historyczny. Dzieje średniowieczne i nowożytne» (1932) й ін. Переклав польською «Князя» Нікколо Макіявеллі та «Антимакіавеллі» прусського короля Фрідріха II Гогенцоллерна (1920). Член Наукового товариства у Львові (1920) та Польського історичного товариства (1923). 1941—1944 викладав у Таємному університеті у Львові. 1945—1947 — викладач ліцею в Тарнові. Від 1949 — доцент Ягеллонського університету та Школи політичний наук у Кракові. Опублікував «Historia dyplomacji, cz. 1: Rozwój form dyplomatycznych» (1947).
Помер у м. Краків.